# 刺果茶藨子
刺果茶藨子（学名：Ribes burejense），为虎耳草科茶藨子属下的一个植物种。